# Aaron Holiday
Aaron Shawn Holiday (Ruston, 30 settembre 1996) è un cestista statunitense, professionista nella NBA con gli Houston Rockets.

## Biografia
Nato in Louisiana da Shawn e Toya Holiday, è fratello dei cestisti NBA Justin e Jrue Holiday.

## Carriera
Il 21 giugno 2018 è stato selezionato dagli Indiana Pacers come 23ª scelta al Draft NBA. Il 6 agosto 2021 passa ai Washington Wizards.

## Statistiche
| * | Primo nella lega |

### NCAA
| Anno      | Squadra     | PG  | PT | MP   | TC%  | 3P%  | TL%  | RP  | AP  | PRP | SP  | PP   |
| --------- | ----------- | --- | -- | ---- | ---- | ---- | ---- | --- | --- | --- | --- | ---- |
| 2015-2016 | UCLA Bruins | 32  | 32 | 31,7 | 39,4 | 41,9 | 72,7 | 3,0 | 4,0 | 1,4 | 0,3 | 10,3 |
| 2016-2017 | UCLA Bruins | 36  | 0  | 26,4 | 48,5 | 41,1 | 79,3 | 2,9 | 4,4 | 1,1 | 0,2 | 12,3 |
| 2017-2018 | UCLA Bruins | 33  | 33 | 37,7 | 46,1 | 42,9 | 82,8 | 3,7 | 5,8 | 1,3 | 0,2 | 20,3 |
| Carriera  | Carriera    | 101 | 65 | 31,7 | 45,0 | 42,2 | 79,5 | 3,2 | 4,7 | 1,2 | 0,2 | 14,3 |

#### Massimi in carriera
- Massimo di punti: 34 (2 volte)[5]
- Massimo di rimbalzi: 11 vs Washington State (29 dicembre 2017)
- Massimo di assist: 11 vs Kent State (17 marzo 2017)
- Massimo di palle rubate: 5 (3 volte)
- Massimo di stoppate: 3 vs McNeese State (22 dicembre 2015)
- Massimo di minuti giocati: 48 vs Stanford (4 gennaio 2018)

### NBA

#### Regular Season
| Anno      | Squadra         | PG  | PT | MP   | TC%  | 3P%  | TL%  | RP  | AP  | PRP | SP  | PP  |
| --------- | --------------- | --- | -- | ---- | ---- | ---- | ---- | --- | --- | --- | --- | --- |
| 2018-2019 | Indiana Pacers  | 50  | 0  | 12,9 | 40,1 | 33,9 | 82,0 | 1,3 | 1,7 | 0,4 | 0,3 | 5,9 |
| 2019-2020 | Indiana Pacers  | 66  | 33 | 24,5 | 41,4 | 39,4 | 85,1 | 2,4 | 3,4 | 0,8 | 0,2 | 9,5 |
| 2020-2021 | Indiana Pacers  | 66  | 8  | 17,8 | 39,0 | 36,8 | 81,9 | 1,3 | 1,9 | 0,7 | 0,2 | 7,2 |
| 2021-2022 | Wash. Wizards   | 41  | 14 | 16,2 | 46,7 | 34,3 | 80,0 | 1,6 | 1,9 | 0,6 | 0,2 | 6,1 |
| 2021-2022 | Phoenix Suns    | 22  | 1  | 16,3 | 41,1 | 44,4 | 93,9 | 2,5 | 3,4 | 0,8 | 0,0 | 6,8 |
| 2022-2023 | Atlanta Hawks   | 63  | 6  | 13,4 | 41,8 | 40,9 | 84,4 | 1,2 | 1,4 | 0,6 | 0,2 | 3,9 |
| 2023-2024 | Houston Rockets | 78  | 1  | 16,3 | 44,6 | 38,7 | 92,1 | 1,6 | 1,8 | 0,5 | 0,1 | 6,6 |
| 2024-2025 | Houston Rockets | 62  | 3  | 12,8 | 43,7 | 39,8 | 82,9 | 1,3 | 1,3 | 0,3 | 0,2 | 5,5 |
| Carriera  | Carriera        | 448 | 66 | 16,4 | 42,1 | 38,2 | 85,1 | 1,6 | 2,0 | 0,6 | 0,2 | 6,5 |

#### Play-off
| Anno     | Squadra         | PG | PT | MP   | TC%  | 3P%   | TL%  | RP  | AP  | PRP | SP  | PP  |
| -------- | --------------- | -- | -- | ---- | ---- | ----- | ---- | --- | --- | --- | --- | --- |
| 2019     | Indiana Pacers  | 3  | 0  | 4,3  | 40,0 | 50,0  | -    | 0,0 | 0,0 | 0,0 | 0,0 | 1,7 |
| 2020     | Indiana Pacers  | 4  | 2  | 18,0 | 57,1 | 44,4  | 60,0 | 1,3 | 2,5 | 1,0 | 0,0 | 7,8 |
| 2022     | Phoenix Suns    | 6  | 0  | 3,3  | 57,1 | 71,4* | 0,0  | 0,5 | 1,5 | 0,5 | 0,2 | 3,5 |
| 2023     | Atlanta Hawks   | 1  | 0  | 4,0  | -    | -     | -    | 0,0 | 1,0 | 0,0 | 0,0 | 0,0 |
| 2025     | Houston Rockets | 3  | 0  | 9,0  | 40,0 | 40,0  | 50,0 | 0,7 | 1,0 | 0,0 | 0,0 | 4,0 |
| Carriera | Carriera        | 17 | 2  | 8,0  | 52,0 | 52,2  | 50,0 | 0,6 | 1,4 | 0,4 | 0,1 | 4,1 |

#### Massimi in carriera
- Massimo di punti: 25 vs New Orleans Pelicans (28 dicembre 2019)[6]
- Massimo di rimbalzi: 7 (2 volte)
- Massimo di assist: 13 vs Brooklyn Nets (18 novembre 2019)
- Massimo di palle rubate: 4 (3 volte)
- Massimo di stoppate: 2 (6 volte)
- Massimo di minuti giocati: 37 vs Phoenix Suns (6 agosto 2020)

## Palmarès
- NCAA All-American Third team (2018)